# Maria Mandl
Pour les articles homonymes, voir Mandl.
Maria Mandl (plus souvent orthographié par erreur Maria Mandel), née le 10 janvier 1912 à Münzkirchen en Autriche – à la frontière allemande près de Passau – et exécutée par pendaison le 24 janvier 1948 à Cracovie en Pologne, est une gardienne SS (Aufseherin) de camps de concentration nazis.

## Biographie

### Carrière
En octobre 1938, Maria Mandl est intégrée dans le personnel du camp de Lichtenburg comme Aufseherin (gardienne SS). Elle y travaille avec environ cinquante autres femmes qui comme elle appartiennent toutes à la SS. En mai 1939, elle est envoyée avec d'autres gardiennes dans le camp de concentration nouvellement ouvert de Ravensbrück près de Berlin. Les mauvais traitements qu'elle inflige aux détenues impressionnèrent favorablement ses supérieurs — elle est promue au grade d'Oberaufseherin. Dans ce camp, elle supervise les travaux quotidiens et l'installation des Aufseherinnen qui sont sous ses ordres. Sous son commandement, les détenues subissent la loi de ces traitements cruels (des coups et du fouet).
En octobre 1942, Maria Mandl est mutée dans le camp de concentration d'Auschwitz-Birkenau et nommée SS-Lagerführerin. Là, elle est surnommée par les autres « la Bête féroce ». Elle sélectionne les détenues pour la chambre à gaz et participe aux mauvais traitements et humiliations. Surtout, elle prend plaisir à sélectionner les enfants qui devaient mourir. Elle créé l'orchestre de déportées du camp d'Auschwitz.  
Witold Pilecki, résistant polonais déporté à Birkenau, en donne le portrait suivant : 

« Un des monstres les plus odieux de ce camp des femmes de Birkenau, est une garde travaillant depuis longtemps dans le camp, Mandl. Cette femme est la pire des sadiques qu’on puisse imaginer. Déjà dans le camp de concentration de Ravensbruck, elle était chargée du bloc correctionnel, elle a fait mourir de faim beaucoup de femmes et d’enfants. Cette femme pensait aux pires sanctions et pouvait sans mauvaise conscience regarder les femmes tomber et rester dans l’impossibilité de se relever sous les coups et les tortures qu’elle leur infligeait. Elle donnait systématiquement 25 coups de bâtons. À Birkenau elle est devenue la garde la plus ancienne et elle pouvait tranquillement laisser libre cours à son sadisme. Elle cherchait avec le plus grand plaisir les personnes à gazer et à punir. En général, ces sanctions n’avaient aucune raison d’être, juste parce que quelqu’un ne bougeait pas assez vite à ses côtés ou d'autres raisons de ce genre. »

### Capture et procès
En mai 1945, après la libération du camp de Dachau par l'armée américaine, Mandl fuit de Mühldorf (en), l'annexe du camp principal où elle était alors affectée depuis novembre 1944, vers les montagnes du sud de la Bavière, avant de trouver refuge dans sa ville natale, à Münzkirchen en Haute-Autriche, non loin de la frontière allemande.

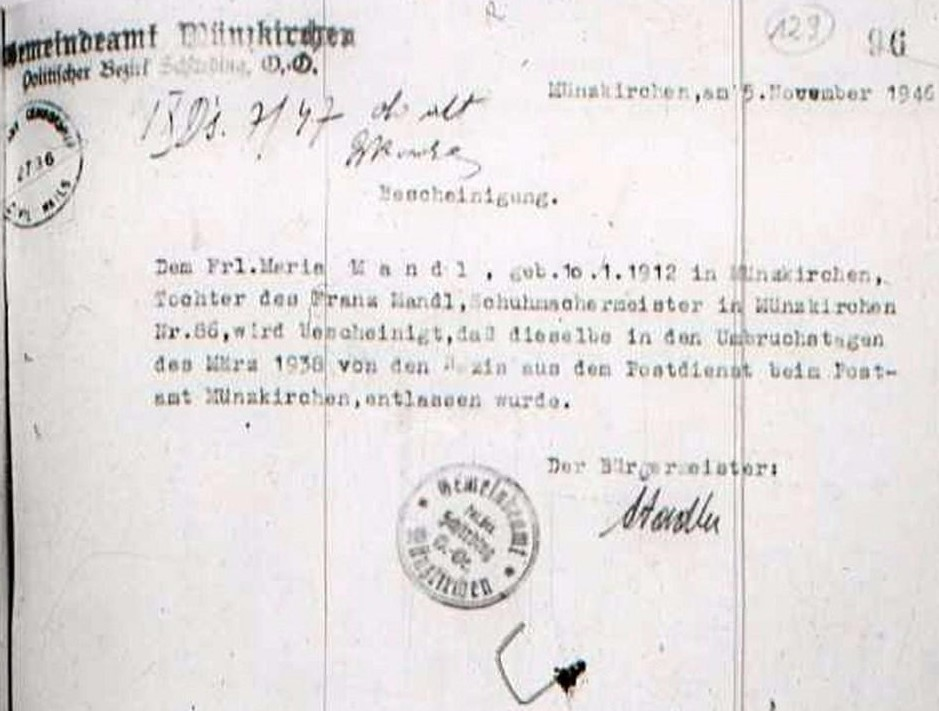

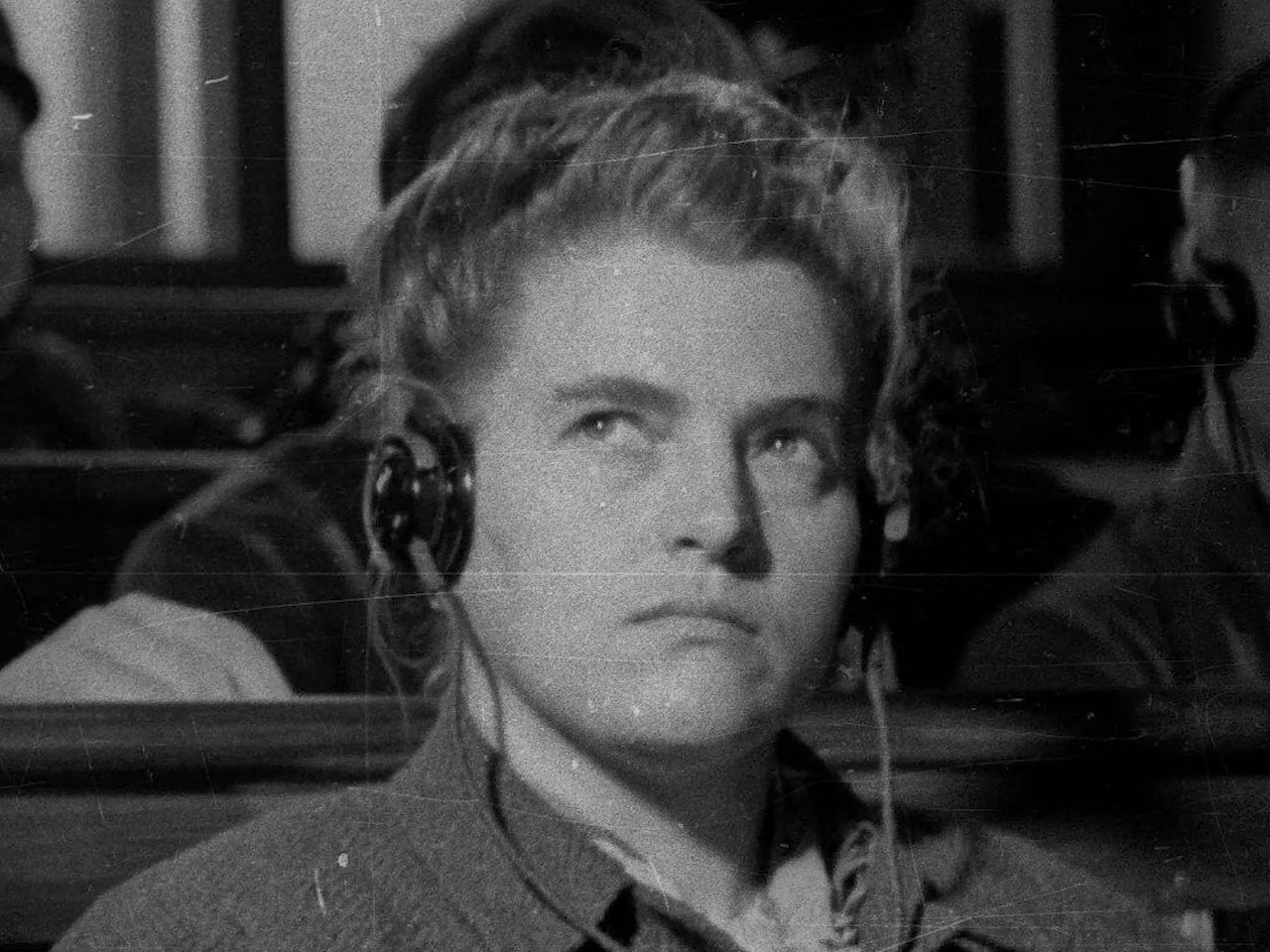

Mandl est arrêtée le 10 août 1945 par l'armée américaine. Après avoir été interrogée sur ses activités dans les camps, elle est extradée vers la Pologne en novembre 1946. Traduite devant le tribunal de Cracovie, elle est déclarée responsable de la mort d'environ 500 000 personnes (essentiellement des femmes), et un an plus tard (en novembre 1947), elle est reconnue coupable et condamnée à mort.

### Exécution
Maria Mandl est pendue le 24 janvier 1948 à l'âge de 36 ans. 
Peu avant l’exécution, elle demande pardon pour « purger ses péchés » en compagnie de Therese Brandl, une autre Aufseherin. Stanisława Rachwałowa (une survivante polonaise d'Auschwitz, détenue durant l'affectation de Mandl et, après la guerre, arrêtée par les autorités communistes polonaises de l'après-guerre en tant que « militante anti-communiste ») est emprisonnée dans une cellule à côté de celle de Maria Mandl et Thérèse Brandl. Rachwałowa maîtrisait suffisamment l'allemand pour comprendre que les condamnées priaient. Stanisława a déclaré qu’elle les vit pour la dernière fois dans les douches de la prison. Mandl et Brandl s'approchèrent de l’ancienne détenue en pleurant et Mandl lui demanda même pardon. Stanisława a donc mis toute sa haine de côté et lui a dit : « Je te pardonne au nom des prisonniers. ». Mandl et Brandl se sont alors agenouillées et lui ont embrassé les mains. Ensuite, Brandl et Rachwałowa retournèrent à leur cellule tandis que Mandl allait à la salle d’exécution. Toujours selon Rachwałowa, en chemin vers la salle, Mandl se serait retournée, l’aurait regardée en souriant et aurait dit en polonais : « Merci ». 
L'exécution n'eut pas lieu en public mais dans une salle d'exécution de la prison de Cracovie, par une corde courte, le 24 janvier 1948 à 7 h 9 du matin. Le bourreau l'exécuta après quatre hommes condamnés. Ses derniers mots auraient été : « Vive la Pologne ! ». Son corps est dépendu à 7 h 38, envoyé à l'université de Cracovie et remis aux étudiants en médecine.